# Hagos Welay Berhe
Hagos Welay Berhe ou Welay Hagos Berhe, né le 22 octobre 2001 à Dogu'a Tembien, est un coureur cycliste éthiopien.

## Biographie
En 2018, Hagos Welay Berhe devient champion d'Éthiopie du contre-la-montre juniors (moins de 19 ans). L'année suivante, il rejoint la Suisse pour s'entrainer au Centre mondial du cyclisme. Il conserve son titre de champion d'Éthiopie du contre-la-montre juniors et devient champion d'Afrique du contre-la-montre juniors et du contre-la-montre par équipes juniors. En 2021, il devait rejoindre l'équipe continentale Nippo-Provence-PTS Conti, mais comme en 2020, il ne court aucune course en raison de la pandémie de COVID-19. En 2022, il reste au sein de la formation, qui est renommée EF Education-Nippo Development. Il se classe notamment septième du Tour du Val d'Aoste et quatrième du Tour de Lombardie amateurs.
En 2023, il rejoint le World Tour au sein de l'équipe australienne BikeExchange Jayco, où il signe un contrat de trois ans. Il y retrouve son compatriote Tsgabu Grmay. Lors du Tour d'Autriche, il termine à deux reprises à la deuxième place d'étape et décroche la sixième place au classement général. Sélectionné pour le Tour d'Espagne, il y testé positif au SARS-CoV-2 au cours de la deuxième journée de repos et est non-partant lors de la seizième étape. Il est également non-partant lors de la (13e étape du  Tour d'Espagne 2024.

## Palmarès
- 2018
  -  Champion d'Éthiopie du contre-la-montre juniors
- 2019
  -  Champion d'Afrique du contre-la-montre juniors
  -  Champion d'Afrique du contre-la-montre par équipes juniors
  -  Champion d'Éthiopie du contre-la-montre juniors
  - 2e de Martigny-Mauvoisin juniors
  - 4e du championnat d'Afrique sur route juniors
- 2021
  - 3e de Coire-Arosa
- 2022
  - Grand Prix Crevoisier
  - Coire-Arosa

## Résultats sur les grands tours

### Tour d'Espagne
2 participations
- 2023 : non-partant (16e étape)
- 2024 : non-partant (13e étape)

## Classements mondiaux
| Année                                 | 2022  | 2023 | 2024 |
| ------------------------------------- | ----- | ---- | ---- |
| Classement mondial                    | 1684e | 646e | 723e |
| UCI Africa Tour                       | 94e   | 31e  | 40e  |
|                                       |       |      |      |
| Légende : nc = non classéSource : UCI |       |      |      |